# Ognjen Đelmić
Ognjen Đelmić (in serbo Огњен Ђелмић?; Zenica, 18 agosto 1988) è un ex calciatore bosniaco, di ruolo centrocampista.

## Carriera

### Club
In carriera ha giocato 9 partite nei turni preliminari di Europa League, realizzandovi anche due reti.

### Nazionale
Ha giocato nella nazionale bosniaca Under-19.